# Шувалов Василь Дмитрович
Василь Дмитрович Шувалов (1901, село Кодино М'яксинської волості Ярославської губернії, тепер Череповецького району Вологодської області, Російська Федерація — ?) — радянський киргизький державний діяч, заступник голови Ради міністрів Киргизької РСР. Депутат Верховної ради СРСР 2-го скликання.

## Життєпис
Народився в лютому 1901 року в селянській родині. З вересня 1914 по жовтень 1917 року навчався в Шубіно-Спаській сільськогосподарській школі Ярославської губернії, здобув спеціальність помічника агронома.
З кінця 1918 по квітень 1922 року — дільничний агроном Череповецького повітового земельного управління.
У квітні 1922 — листопаді 1923 року — завідувач навчального радгоспу Череповецького губернського відділу народної освіти.
У лютому 1924 — жовтні 1925 року — завідувач навчального радгоспу обласного сільськогосподарського технікуму автономної області Комі в Усть-Сисольську.
З жовтня 1925 по жовтень 1926 року служив у Червоній армії рядовим 31-го стрілецького полку імені Урицького в місті Ленінграді.
У жовтні 1926 — березні 1930 року — студент факультету великих господарств Ленінградського сільськогосподарського інституту, здобув спеціальність агронома — організатора радгоспів.
Член ВКП(б) з 1928 року.
У квітні 1930 — червні 1931 року — завідувач планового відділу, заступник керуючого Середньоазіатської контори Всесоюзного вівчарського тресту.
У червні 1931 — жовтні 1933 року — заступник директора тресту «Узбеккаракуль».
У жовтні 1933 — січні 1935 року — заступник директора Узбецького вівчарського тресту.
З лютого 1935 року — директор Алма-Атинського вівчарського тресту Казакської АРСР.
З грудня 1939 року — заступник народного комісара радгоспів Киргизької РСР.
У 1941—1942 роках — заступник народного комісара землеробства Киргизької РСР.
У 1942—1947 роках — заступник голови Ради народних комісарів (з 1946 року — Ради міністрів) Киргизької РСР.
Одночасно в 1946—1947 роках — міністр технічних культур Киргизької РСР.
Подальша доля невідома.

## Нагороди
- орден Вітчизняної війни І ст. (28.02.1946)
- медалі